# Begin to Hope
Begin to Hope è il quarto album della cantautrice Regina Spektor. Pubblicato il 13 giugno 2006, debuttò alla posizione 70 della Billboard 200 sino a raggiungere il ventesimo posto grazie alla popolarità del singolo Fidelity.

## Tracce
1. Fidelity – 3.47
2. Better – 3.22
3. Samson – 3.10
4. On The Radio – 3.22
5. Field Below – 5.18
6. Hotel Song – 3.29
7. Apres Moi – 5.08
8. 20 Years Of Snow – 3.31
9. That Time – 2.39
10. Edit – 4.53
11. Lady – 4.45
12. Summer In The City – 3.50

L'edizione speciale contiene un disco con le seguenti bonus track:
- Another Town – 4.07
- Uh-Merica – 3.16
- Baobabs – 2.02
- Düsseldorf – 3.09
- Music Box – 2.11

La versione iTunes contiene le seguenti bonus track:
- Hero Of The Story – 3.44
- Bartender – 3.12

## Formazione
- Regina Spektor – voce, piano, chitarra, percussioni
- Nick Valensi – chitarra in Better
- David Kahne – basso in Better
- Zhao Gang – erhu in Field Below
- Ralph U. Williams – sassofono in Lady
- Shawn Pelton – batteria in Fidelity, Better, On the Radio, Hotel Song, Après Moi e That Time.

## Curiosità
- Nella traccia On The Radio, proprio nel ritornello, viene citato esplicitamente il titolo della celebre canzone November Rain dei Guns N' Roses.